# グラウンドパンチ

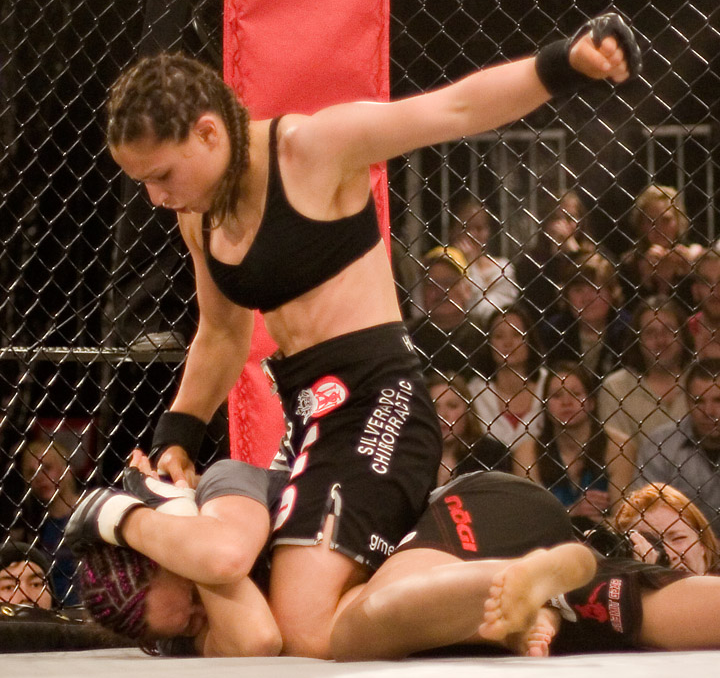
バックマウントポジションからパンチ攻撃を行う女性格闘家

グラウンドパンチ (Ground Punch) は総合格闘技のテクニックの1つ。別名パウンド。マウントパンチ
グラウンドポジションからパンチ攻撃を行うこと。主に上になった者が下になった者に使用するが、逆の場合もある。
以下本項では特に断りが無い限り、上の者を攻撃側、下の者を防御側として記述する。

## 概要
グラウンドパンチは総合格闘技のグラウンドポジションでは最もポピュラーな攻撃方法である。主に顔面に向けて使用される（多くは上になった者が使用するが、下から攻撃する者もいる）。防御する側の頭の下は地面であるため、パワーを逃がすことが難しく、ダメージが蓄積しやすい。そのため防御方法を知らないと攻撃側の技術が未熟でも大きなダメージを受けてしまう。ただし現在はグラウンドパンチの防御に長けたブラジリアン柔術の技術が普及することによって基本的な防御技術を習得している選手が増え、この攻撃で十分な成果を出すにはある程度の技術が必要になってきている。またパンチでは拳を痛める可能性があるため、肘打ちが認められるルールでは肘打ちの方が重視されるようになってきている。

### マウントパンチ
攻撃側の選手がマウントポジションを奪取して、そこからパンチ攻撃を行う事を特にマウントパンチと呼ぶ。マウントポジションによって相手の動きを制限しつつ行う攻撃であるため、より防御が困難である。また、相手が頭部を腕でガードした場合は腕関節技に、パンチを嫌ってうつ伏せの状態になった場合は裸絞などに容易に
移行できる事をはじめ、多彩な連携が存在する。なお、かつてUFCの舞台においてホイス・グレイシーがこの技を駆使して連勝する様は「詰め将棋」と称されるほどだった（しかし当初この技の格闘技的視点での評価は低く、一部の専門家からは「まるで子供の喧嘩」「技術の欠片も無い」など酷評を浴びた）。
現在では防御法もある程度確立されてはいるが、一方的に連打された場合は大きなダメージを負う危険性から早々にTKOが宣告される傾向にある。また技の構造上、上から頭部を殴った反動で床に後頭部を強打する可能性が高いため、単純だが危険な技であるため、素人は真似をしてはならない技の代表格といえる（実際にアマチュアの試合では禁止されている場合が多い）。

## 打ち方
ボクシング同様、コンビネーションが重要であり、打つポイントを幾つかに分割して打ち分ける事が多い。具体的には側頭部にフック、顎にストレートなどである。ボディに嫌がらせのようにパンチを打ち、ガードを下げさせて顔面を狙うこともある。相手に抱きつかれた場合、後頭部を打ってしまうことがあるが、これはグラウンドパンチが認められる格闘技であっても多くの場合反則である。
手首を掴みブロックを不十分にしてもう一方の手で打つ方法もある。また、「アミール」という打ち方がある。これはゲーリー・グッドリッジがアミール・ラナヴァルディをKOした際に使われたもので、グッドリッジが左手でアミールの左腕をハンマーロックに固め、残った右手で殴り続けKOしたことからこの名前がついた。
またマウントポジションでは足で腕を殺す方法がある。セルゲイ・ハリトーノフは対セミー・シュルト戦で右足をシュルトの肩に乗せて左腕を殺し、左手で相手の右腕を封じることで、シュルトが全く顔面の防御が出来ない状態で殴り続け、KOした。

## メカニズム
グラウンドパンチは近年の総合格闘技で急速に発展してきている技術であるが、しゃがんでいる状態や中腰という不安定な姿勢で使用することになるため、立ち技のパンチとは違った部位の筋肉が必要であり、その筋力をパンチに伝えるには技術が必要になってくる。総合格闘技の歴史の浅さもあり、技術のメカニズムには未解明の部分が多い。また下からのパンチは仰向けの体勢から使用されるため、全く異なるメカニズムとなる。

## グラウンドパンチを用いた戦術
戦術面から見ると、グラウンドパンチは主に2つの目的で使用される。
- 関節技や絞め技を得意とする選手は、グラウンドパンチによってパスガードに対する防御者の注意を逸らすことができる。またマウントポジションなど極め技を狙えるポジションにいる場合は、パンチを打つことで防御者が手を伸ばしてディフェンスをし、その伸びた手に腕ひしぎ十字固めなどの極め技をかけることが出来る。パウンドを当てて相手に顔を背けさせて肩固めを極めるのも典型的である。
- 一方グラウンドパンチそのものが得意な選手はその場でグラウンドパンチを当て続けることでKOを狙うことができる。防御技術が十分でない者はそのままKOされてしまうことも多い。またパンチを出し続けること自体が攻撃姿勢を見せることになり、判定をつける際に有効な要素として認められる。

以上2つの目的は相互に関連しあっている。攻撃側はパンチのダメージで動きの悪くなった防御側からパスガードをすることが容易になるし、パスガードでより優位なポジションを取ることでより少ないリスクでパンチによるダメージを与えることが出来、ダメージによって相手に対して極め技をかけやすくなる。

### グラウンド&パウンド
テイクダウンを奪い、相手を抑え込んでパンチを打ち続ける戦い方を「グラウンド&パウンド」と呼ぶ。テイクダウン技術に秀でたレスリング出身者に多く見られる。

## 防御方法
グラウンドパンチの防御にはいくつかの方法がある。最初に挙げられるのはボクシング同様、腕で顔をブロックすることであるが、これだけでは防御としては不十分である。
ガードポジションであれば防御側は相手に良い姿勢で打たせないために「足を利かせる」、つまり相手がパンチを打ってくるタイミングで足で相手の体を押すことでフォームを崩したり、足を伸ばしてパンチの届かない距離まで離すことが必要になってくる。この場合は相手にパスガードされるリスクを伴う。
あるいはパンチそのものを打たせないことを念頭に置き防御しなければならない。両手・両足で攻撃者の背中を抱え込む、両腕を相撲でいう閂状態に抱える手首を掴むことで、相手の自由を利かなくすることが出来、グラウンドパンチに対する有効なディフェンスとすることが出来る。
パンチを打ってくる腕を取って三角絞めなどの極め技をかけることも可能である。極め技が得意な選手に攻撃する場合、極められるリスクを恐れて攻撃側は思い切ってパンチを打つことが出来なくなるため、防御の側面でも有効な技術である。極め技以外のカウンター攻撃としては蹴り上げ（ペタラーダ）がある（グラウンド状態での反則としないルールの場合）。
パスガードされてマウントポジション等の体勢となった場合は、パンチによるダメージがより大きくなり、上記の防御方法は機能しなくなる。この場合はブリッジなどで上下を入れ替える必要がある。
防御側が寝技では不利と感じた場合は防御を続けるよりも立ち上がる方法を取る。この場合、主な手段として足を使ってスペースを作って立ち上がる方法がある。